# Polly Stenham
 (juin 2020).
Pour les articles homonymes, voir Stenham.
Polly Stenham, née le 16 juillet 1986 en Angleterre, est une dramaturge britannique.
Elle est connue pour sa pièce That Face (en), écrite à l'âge de 19 ans.

## Récompenses et distinctions
- (en) Polly Stenham: Awards, sur l'Internet Movie Database